# Барнум, Финеас Тейлор
Фи́неас Те́йлор Ба́рнум (англ. Phineas Taylor Barnum; 5 июля 1810, Бетел, Коннектикут, США — 7 апреля 1891, Бриджпорт, Коннектикут, США) — американский шоумен, антрепренёр, крупнейшая фигура американского шоу-бизнеса XIX века.
Снискал широкую известность своими мистификациями, организовал цирк своего имени.

## Шоумен
Финеас родился в Бетеле, штат Коннектикут, США, где его отец содержал гостиницу и магазин. Первым делом Барнума стало содержание небольшой лавки, затем он занимался лотереей, широко распространённой в то время в Соединённых Штатах. После неудачи в этом занятии, он организовал в 1829 году еженедельную газету «The Herald of Freedom» (англ. Глашатай свободы) в городе Данбери, штат Коннектикут. После нескольких исков о клевете, поданных на газету, и судебного разбирательства, которое закончилось для Барнума тюремным заключением, в 1834 году он переехал в Нью-Йорк.

### Нянечка Вашингтона
Летом 1835 года Барнума посетил К. Бартрам (Coley Bartram), бывший владелец рабыни-негритянки Джойс Хет. Бартрам рассказал, что, демонстрируя эту женщину как диковину, можно получить прибыль, так как имеются бумаги, согласно которым ей уже 161 год и она была няней самого Джорджа Вашингтона. Тогдашний владелец рабыни, мистер Линдсей (R. W. Lindsay), искал покупателя. За слепую, почти парализованную старую женщину Барнум заплатил 1000 долларов (это было солидной ценой даже за здорового раба), для чего ему пришлось продать партнёру свою долю в бакалейном бизнесе. С этой женщиной и небольшой компанией он несколько месяцев гастролировал по городам Соединённых Штатов, пока в феврале следующего года негритянка не умерла от старости.
Барнум умело манипулировал вниманием публики. После того, как народ засомневался в достоверности утверждений Барнума, появились слухи, будто бы это не живая женщина, а искусно изготовленный робот-кукла. Публика вновь раскупала билеты на представления Барнума. Когда женщина умерла, Барнум устроил из вскрытия зрелище, куда пригласил профессоров и студентов-медиков, чтобы доказать всем, что Джойс не была роботом. В процессе вскрытия выяснилось, что ей было не более 80 лет, но тогда же поползли слухи о том, что Барнум ловко подменил куклу-робота на человеческое тело, чтобы не раскрывать пожелавшего анонимности изобретателя куклы.

### Американский музей

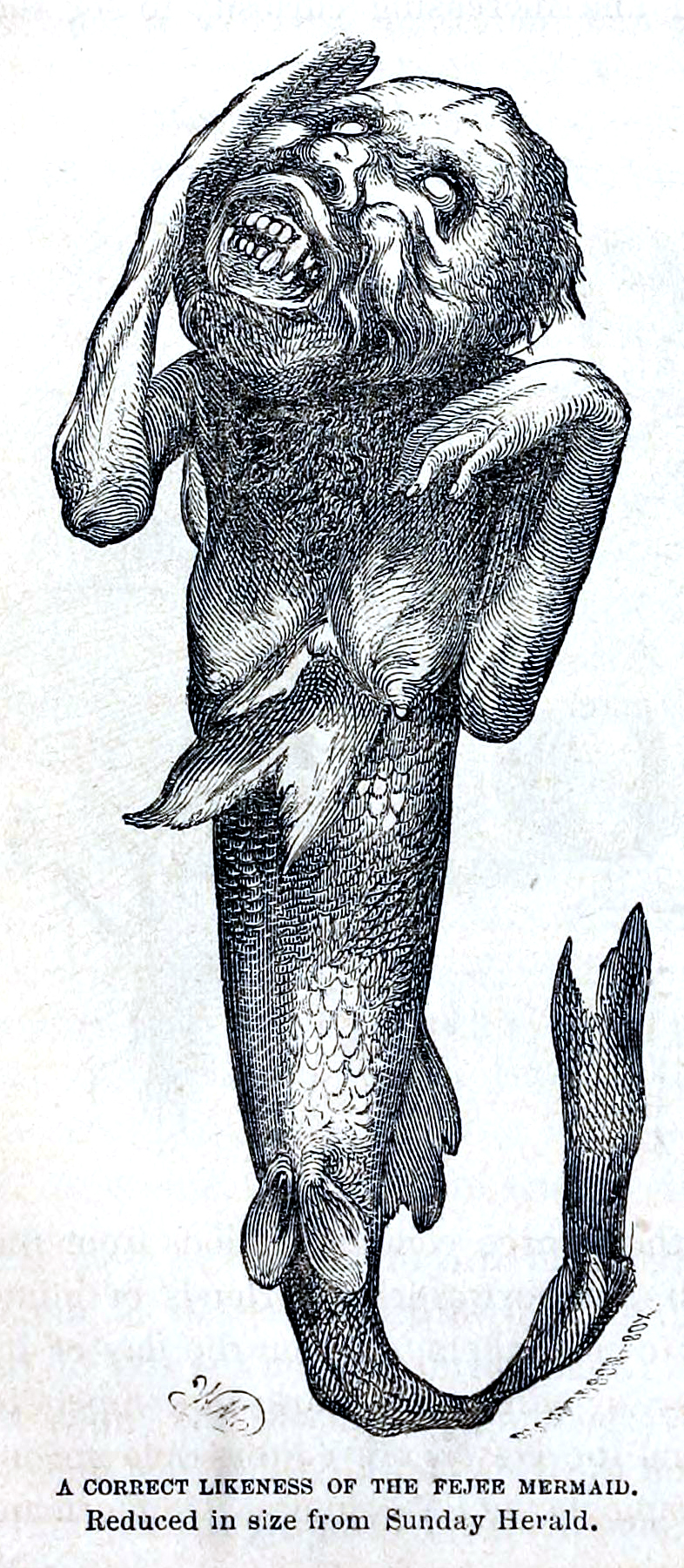
Русалка Фиджи, искусно выполненная подделка Барнума

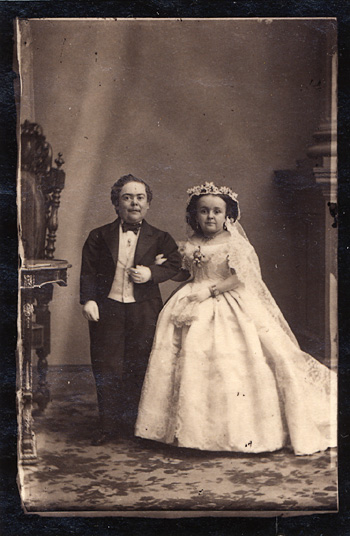
Свадьба лилипутов Чарльза Страттона и Лавинии Уоррен также была организована Барнумом как грандиозное шоу

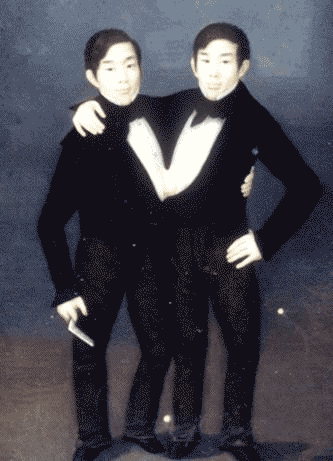
Сиамские близнецы Банкеры, выступавшие в цирке Барнума

После периода неудач в 1841 он приобретает Американский музей Скуддера, расположенный в Нью-Йорке на пересечении Бродвея и Энн-стрит. После значительного расширения экспозиций, переименованное в Американский музей Барнума, это место становится одним из наиболее популярных выставочных комплексов в Соединённых Штатах. Особого успеха Барнум добивается в 1842 году с показом знаменитого лилипута Чарльза Страттона (Charles Stratton), выступавшего под сценическим псевдонимом Генерал Том-Там (General Tom Thumb), а также «русалки с островов Фиджи» (Fiji mermaid), которую он демонстрировал в сотрудничестве со своим бостонским коллегой Мозесом Кимболлом (англ. Moses Kimball). В коллекцию также входили уникальные сиамские близнецы Чанг и Энг Банкеры. В 1843 году Барнум нанял танцовщицу Ду-Хам-Ми (англ. Do-Hum-Me), индейскую девушку, дочь вождя племени саков.
На протяжении 1844—1845 Барнум гастролировал с выступлениями Страттона по Европе. При посещении Англии он удостоился приглашения к королеве Виктории.

Британская публика пришла в большое возбуждение. Не увидеть Генерала Тома-Тама означало безнадежно отстать от моды, и с 20 марта по 20 июля «апартаменты» маленького Генерала в Египетском зале постоянно были переполнены, и сборы в этот период составляли около пяти сотен долларов в день, а порой значительно превосходили эту сумму. Однажды перед окнами выставки на Пиккадилли насчитали аж шестьдесят экипажей самых знатных горожан. Во всех иллюстрированных журналах красовались портреты маленького Генерала, в его честь называли польки и кадрили, о нём распевали песни.
— НЛО, 2004 N70 // ЛАРА КАРПЕНКО - «Очарованность ужасным»: притягательный мир викторианского паноптикума.
Выдающимся примером его предприимчивости стало приглашение шведской певицы Дженни Линд (Jenny Lind) в Америку со 150 концертами по 1000 долларов за каждый, с оплатой всех расходов антрепренёром. Турне началось в 1850 году и имело великолепный успех как для Линд, так и для Барнума.

### Цирк Барнума и Бейли

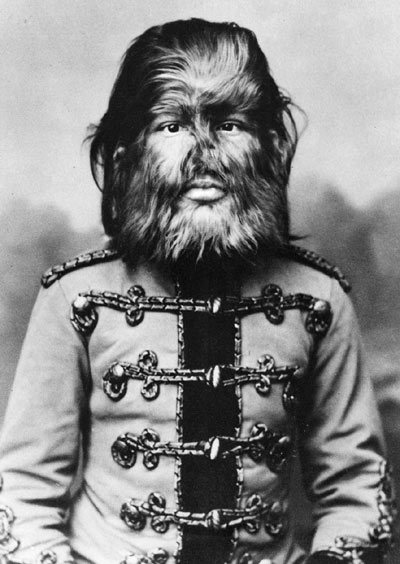
Фёдор Евтищев

Барнум вышел из эстрадного бизнеса в 1855 году, но, будучи вынужденным расплачиваться со своими кредиторами, в 1857 вернулся к своему прежнему занятию. В 1862 он начал показывать великаншу Анну Свен. 13 июля 1865 года случился пожар, спаливший Американский музей Барнума дотла. Барнум быстро восстановил музей в другом месте Нью-Йорка, но и тот сгорел в марте 1868 года. Наконец в 1871 в Бруклине (современный район в Нью-Йорке) вместе с У. К. Коупом (англ. William Cameron Coup) он основал P. T. Barnum’s Grand Traveling Museum, Menagerie, Caravan & Hippodrome — объединение цирка, зверинца и шоу уродцев, в 1872 году провозгласившее себя «Величайшим шоу на Земле» (англ. The Greatest Show on Earth). Шоу имело несколько вариаций названия: «Передвижная всемирная ярмарка Ф. Т. Барнума, великий римский ипподром и величайшее шоу на Земле», а после объединения в 1881 году с Джеймсом Бейли (англ. James Anthony Bailey) и Джеймсом Л. Хатчинсоном (англ. James L. Hutchinson) — P.T. Barnum’s Greatest Show On Earth, And The Great London Circus, Sanger’s Royal British Menagerie and The Grand International Allied Shows United, вскоре сократившееся до Barnum & London Circus (Цирк Барнума и Лондона).
Среди выступавших в цирке диковин был русский Фёдор Евтищев родом из Санкт-Петербурга, мальчик с пёсьей мордой, принятый на работу Барнумом в 1884 году в возрасте 16 лет. Барнум сочинил для него историю, согласно которой мальчик не разговаривал, а лишь лаял и рычал на сцене.
В 1885 году Барнум и Бейли вновь разделились, но уже в 1888 вновь объединились под названием Barnum & Bailey Greatest Show On Earth, позднее — «Цирк Барнума и Бейли» (Barnum & Bailey Circus). Гвоздём программы был Джамбо, шеститонный африканский слон, купленный у лондонского зоопарка в 1882 году.
После смерти Барнума, в конце концов цирк был продан братьям Ринглинг 8 июля 1907 года за 400000 долларов.

## Автор и разоблачитель
Барнум написал несколько книг, в том числе «The Humbugs of the World» (1865), «Struggles and Triumphs» (1869) и «The Art of Money-Getting» (1880).
Барнум опубликовал много редакций автобиографии (первая в 1854, последняя — в 1869). Кроме попыток продать их с целью получения прибыли, некоторые он просто раздавал друзьям и официальным лицам вместе со своими автографами. Такие экземпляры теперь представляют определенную ценность для коллекционеров. Другие издания расходились широким тиражом и играли рекламную роль для потенциальных посетителей цирковых представлений. В каждом следующем издании Барнум добавлял новые главы, покрывающие время с предыдущего издания. Иногда он мог подредактировать уже существующие главы. Его автобиография была исключительно откровенной для того времени и некоторыми признавалась скандальной. Историографы обнаружили в автобиографиях Барнума совсем немного фактических ошибок, хотя они критикуют намеренное опускание Барнумом некоторых событий, недостаточное освещение некоторых подробностей, тенденциозность изложения и трактовки в свою пользу.

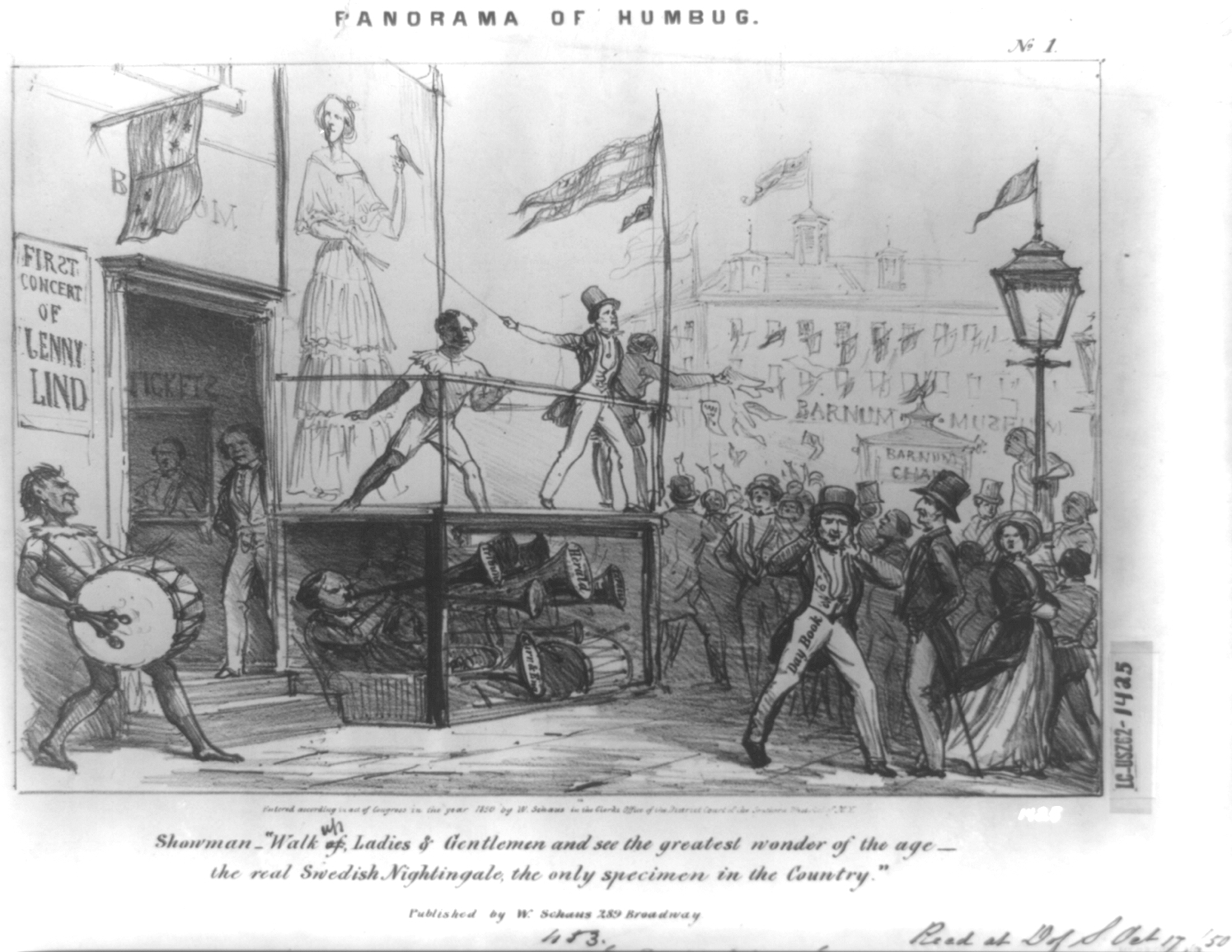
Пародия сцены первого турне Дженни Линд по Америке по контракту с Барнумом. Нью-Йорк, октябрь 1850 года

Широкое распространение автобиографии было одним из наиболее успешных методов Барнума для саморекламы. Автобиография была столь популярной, что некоторые люди считали нужным приобретать и читать каждую новую её редакцию. Некоторые коллекционеры были известны хвастовством, что в их библиотеке есть копии каждой из редакций. В конце концов Барнум отказался от требований на соблюдение его авторских прав, позволив другим издательствам печатать и продавать недорогие редакции. В конце XIX века число напечатанных в Северной Америке копий его автобиографии было на втором месте, следуя за Новым Заветом.
Часто называемый Королём Весёлого Надувательства («Prince of Humbugs»), Барнум не видел ничего неправильного в эстрадных артистах или торговцах, использующих уловки (humbugs — весёлое надувательство, как он это называл) в своей работе. Однако он презрительно относился к добыванию денег при помощи обычного мошенничества, особенно спиритизма и медиумов, широко распространённых в те дни. Являясь прообразом для фокусников Гарри Гудини и Джеймса Рэнди, Барнум открыто демонстрировал «уловки торговца», использующиеся медиумами для обмана и надувательства родственников усопших. В своей книге «The Humbugs of the World» он предложил 500 долларов вознаграждения любому медиуму, который сможет доказать способность к диалогу с мёртвыми без всякого обмана.

## Политик и реформатор
Барнум активно принимал участие в политических распрях, предшествовавших Гражданской войне в США. Как уже упоминалось ранее, первым опытом Барнума в качестве импресарио была его рабыня — Джойс Хет, а в 1850 году он участвовал в мистификации по сбыту зелья, которое (с его слов) должно было превратить чернокожих в белых.
К этому периоду относится организация Барнумом менестрель-шоу — выступлений белых актёров, загримированных под чернокожих. Он не только организовывал такие представления, но и оказал спонсорскую поддержку инсценировке политического романа писательницы Гарриет Бичер-Стоу «Хижина дяди Тома» (1853). В отличие от романа, спектакль (поставленный в здании Американского музея) заканчивался хэппи-эндом в виде освобождения от рабства Тома и его товарищей. Вдохновлённый успехом этого представления, Барнум поставил ещё один спектакль по Бичер-Стоу.
К 1860 году Барнум вступил в ряды республиканской партии. Несмотря на прежние утверждения, что «политики всегда были мне неприятны», Барнум избрался в законодательное собрание штата Коннектикут в качестве республиканского депутата от города Фейрфилд (Fairfield) и прослужил в этом качестве два срока. При обсуждении направленной на искоренение рабства и наделение чернокожих избирательными правами тринадцатой поправки к американской конституции, Барнум выступил перед законодательным собранием с красноречивой речью, в которой утверждал, что «к человеческой душе нельзя относиться легкомысленно, будь она в теле китайца, турка, араба или готтентота — это всё та же бессмертная душа!» 
В 1867 году Барнум баллотировался в Конгресс США, но безуспешно. В 1875 году его избрали мэром Бриджпорта на год. Его решительные действия на этом посту были направлены на улучшение водоснабжения и уличного газового освещения, а также на ужесточение законодательного регулирования проституции и оборота спиртных напитков. Барнум способствовал созданию городской больницы Бриджпорта (1878) и стал первым её директором.

## Король надувательства
«Каждую минуту рождается лох» (англ. There's a sucker born every minute) — данная фраза ошибочно приписывается Барнуму; на самом деле банкир Дэвид Ханнум произнёс её в качестве реакции на одну из уловок Барнума.
В своей деятельности Барнум успешно использовал методы, активно применяющиеся в современной рекламе и маркетинге. Умело манипулируя слухами, он играл на человеческом любопытстве, зарабатывая на этом громадные прибыли. Как только интерес к очередной проделке Барнума начинал спадать, немедленно рождалась новая уловка, часто выстраивающаяся на предыдущей: когда гвоздь программы европейских гастролей, карлик Чарльз Страттон, внезапно начал расти, Барнум придумал и организовал грандиозное зрелище — свадьбу карликов, на которой Страттон женился на лилипутке Лавинии Уоррен. Билеты на это шоу по ценам были доступны только весьма богатым людям.
Средства массовой информации того времени, газеты, часто использовались Барнумом в весьма хитроумных вариантах. Путешествуя по Америке с мумией якобы настоящей русалки, он от имени некоего человека посылал письмо в газету, в которой описывал несколько событий из жизни городка, где останавливался передвижной цирк, обязательно включая в эти события и упоминание грандиозного фурора, вызванного среди жителей показом этой самой русалки.
В честь Барнума был назван психологический феномен (эффект Барнума).

## Семья
Барнум был дважды женат, имел четырёх детей. Второй раз женился через год после смерти первой жены.
На протяжении своей жизни Барнум выстроил 4 дворца в Бриджпорте (штат Коннектикут), дав им названия: Iranistan, Lindencroft, Waldemere и Marina. Иранистан был наиболее выдающимся: причудливая роскошь, купола, башенки и ажурная лепнина, напоминающие Королевский павильон в Брайтоне (Англия). Особняк был построен в 1848, но сгорел в 1857 году.
Барнум умер 7 апреля 1891 года и был погребён на кладбище Маунтен-Гроув (англ. Mountain Grove Cemetery) в Бриджпорте. У воды в Сисайд Парке в 1893 была установлена статуя в его честь, эту землю Барнум подарил парку в 1865 году.

## В кинематографе
- «Мораль леди» / A Lady’s Morals (США; 1930) режиссёр Сидни Франклин и «Могучий Барнум» / The Mighty Barnum (США; 1934) режиссёр Уолтер Ланг, в роли Финеаса Барнума — Уоллес Бири.
- «Барнум» / Barnum (США; 1986) режиссёр Ли Филипс, в роли Финеаса Барнума — Берт Ланкастер.
- «Банды Нью-Йорка» / Gangs of New York (США, Германия, Великобритания, Нидерланды, Италия; 2002) режиссёр Мартин Скорсезе, в роли Финеаса Барнума — Роджер Эштон-Гриффитс.
- «Легенды завтрашнего дня» / DC’s Legends of Tomorrow, эпизод «Фрик-шоу» / Freakshow (США; 2017) режиссёр Кевин Танчароен, в роли Финеаса Барнума — Билли Зейн[10].
- «Величайший шоумен» / The Greatest Showman (США; 2017) режиссёр Майкл Грейси, в роли Финеаса Барнума — Хью Джекман.
- Упоминается в 12 серии 4 сезона сериала Сверхъестественное, как владелец гримуара